# Чугуївка (Золотоніський район)
Чугуївка — колишнє село сільської ради Золотоніського району Черкаської області.
До 1922 року в селі було окреме староство.
В часі Голодомору 1932—1933 років від нелюдської смерті помирали люди — встановлено смерть 41 мешканця.
Включене до складу села Зорівка. Дата зникнення невідома.